# Martina de Gorostiza y Acedo
Martina de Gorostiza y Acedo (Vitoria, 1790 – Vitoria, 3 de abril de 1862) fue una impresora española, que dirigió durante 31 años una de las empresas de imprenta de la ciudad.

## Biografía
Martina de Gorostiza y Acedo nació en Vitoria en el año 1790. Sus padres fueron Matías de Gorostiza y Teresa de Acedo. Se casó hacia 1810 o 1811 con Agapito Manteli, seis años mayor que ella, miembro de una familia de impresores (su padre, Baltasar Manteli, también era impresor). El matrimonio Manteli tuvo seis
hijos: Nicolasa María Jacinta (nacida el 10 de septiembre de 1812), Josefa Manuela (nacida el 19 de marzo de 1816), Miguel Jerónimo (nacido el 29 de septiembre de
1818), Sotero José (nacido el 22 de abril de 1820), Marcelino Antonio (nacido el 25 de abril de 1822) y María Dolores Casilda (nacida el 9 de abril de 1824). La imprenta estaba situada en la calle Cuchillería, frente al palacio de Bendaña.
En el año 1824 Agapito Manteli cayó enfermo y su padre Baltasar de Manteli se tuvo que hacer cargo de la imprenta. Agapito murió el 11 de junio de 1830, volviendo su padre a ponerse al frente del negocio. Pero la edad de Baltasar (76 años) le hizo abandonar ese mismo año su trabajo, pasando a llamarse la imprenta “ Viuda e Hijos de Manteli”, en una época en la que las viudas eran las únicas mujeres que podían dirigir la empresa familiar . En el año 1831 la imprenta cambió de nombre por el de “Viuda de Manteli e Hijos”. Martina de Gorostiza trabajó al frente de ella, ayudada por su hijo Sotero hasta el momento de su muerte, el 3 de abril de 1862, a las 11’30 de la noche “de catarro pulmonar”, a los 65 años de edad. Fue sepultada, al igual que su esposo, en el cementerio de Santa Isabel. Su único hijo varón vivo, Sotero Manteli, la sustituyó al frente de la imprenta, hasta el año 1878, cuando desapareció el negocio.